# あおちゃんぺ
あおちゃんぺ（1995年11月19日 - ）は、日本の女性思想家、社会運動家。2021年まで活動していたアイドルグループ「Black Diamond-from2000-」ではリーダーを担当。本名は池川葵。身長156cm。タレントの生方澪桜は実妹にあたる。フリーランス。
デビュー当時のキャッチコピーは「学は無いけど意見はある、山梨のラストサムライ」。

## 経歴
山梨県出身。不仲の両親の元に産まれ、小学校2年生の時に母親が家を出て行った為、父子家庭で育つ。父親はダンプの会社を経営していたが、慰謝料の支払いなどのため会社を売却したため、家庭は経済的に困窮していた。父親からは日常的に木刀で殴打されたり髪を掴まれ蹴られる等、毒親の状態であり、また日常的に暴力を受けていた。また父親に「産んでくれなんて頼んでない」と言ったところ、父親から「じゃあ殺してやるよ」と包丁を向けられたこともあり、非常に折り合いが悪かった。
荒んだ家庭環境の影響で非行に走る日々をおくっていた中、ギャル文化に興味を持ち、17歳の時に高校を中退しギャル集団「Black Diamond」に加入する。
2018年6月、「Black Diamond」からの選抜メンバーから成る「Black Diamond -from 2000-」で歌手デビューを果たした。
2020年12月3日、270万円を投じて体に入れられるだけのヒアルロン酸を注入し豊胸手術を終え、BカップからGカップへサイズアップを果たした。長年のコンプレックスを解消できたことを喜んで報告した。2023年には、足の脂肪をとって、老けて見えないように額へ37ccの脂肪注入も行った。
2022年12月発売の『大炎上 レペゼンフォックス1stArtistBOOK』内の企画で、割らずに卵をカゴに乗せる撮影アシスタントとして参加している。
ルートヴィヒ・ヴァン・ベートーヴェンの手記の一節である「Ever thine. Ever mine. Ever ours.」のタトゥーを入れている。
ABEMA Primeにコメンテーターとして出演。専門家などが視聴者を置いていってしまうのに対し、頭が良い人が気づかない質問をするのを自分の仕事として、政治や経済の話にもコメントする。
複数の商業系の資格と心理学の資格を取得し、その年収は「男性上位0.4%しか辿り着けない領域」に至り、近年は企業コンサルタントやSNSマーケティング業務の請け負っている。
2024年2月25日、一般財団法人日本能力開発推進委員会 上級心理カウンセラー、JADP認定メンタル心理カウンセラーに合格したことを公表した。

## 思想・発言
2023年1月9日、住民監査請求結果を受けたColaboの声明には「一般常識と少しずれている」と評した。2023年1月29日にはTwitter上で日本共産党の党首である志位和夫の安全保障論に対し批判を行った。
また夫婦別姓問題に対しては、「苗字同じでも3組に1組は離婚しているんだから苗字の絆なんて大した事ないため、家族全員の苗字が違っていても良いし、戸籍制度にこだわり続ける人はそれで良い」と主張している。
2024年7月下旬、X（旧Twitter）上で｢赤ちゃんの頭囲は33cmでスイカの直径は27cmあり、出産はスイカを出すよりも苦痛」という理論を展開するも、直径と円周の区別がついていないことを指摘され激昂、該当ポストを削除した。それについて指摘されると「間違ってたと認めたから消したんだよ」と弁明した。
同年8月21日、上記の投稿に関連し出産経験の有無を質問された際に、出産したことがあると回答、同年11月10日、既婚者であると発言。ただし、同年3月には「SNSで言ってる事が私の全てであり全部真実だと思ってる人〜！！ プライベートの1割も発信してないでーす！！ エンタメなので嘘や盛ってる話も当たり前にありまーす！！ てか、私の全てを実話で投稿してると思ってる人って居るの？？ 居ねぇよなぁああ？！！」と発言していることから、真偽は不明である。
2025年3月11日に発生した、金銭トラブルに起因するふわっちの女性配信者刺殺事件に関して、「「金借りてたから自業自得」なら、「金が返ってこないのも自業自得」ですね　貸さなきゃ良かったじゃん」と、裁判所からの返済命令を無視した女性配信者を擁護する旨の見解を示している。
2025年3月23日、「男と女どっちが生きるのが楽か？」というフォロワーからの質問に対し、「男。男が全てにおいて有利であることに加え、容姿への意識がまだまだ低いので ちょっと清潔感出せば上位10%くらいに入れるから。現代の女容姿レベル高すぎる。性被害に遭う確率が格段に下がるのと、 何も犠牲にしなくても父親になれるのも魅力の1つ。」と回答している。
2025年5月、Xで梅毒の既往歴のあるアカウントが女性専用サウナで頻繁にサウナマットで経血の付着を目撃すると投稿した。それに対して、「多くの施設では感染症の人の利用はお断りされてると思うんですが、ちゃんと医師の判断や施設サイドに確認してから利用してる？？？ 経血発見するより性感染症の人が温泉施設を利用してる方がドン引きなんだが」と侮蔑と取られる発言を残した。
2025年6月3日、過去に由比ヶ浜で開催されたオフ会で参加者が撮影した写真に対して開示請求を行うと発表。開示請求したとされる相手方の個人情報の一部を公開し、「開示して出てきた住所をGoogle Earthで検索して今から地獄に落とすやつの巣を見て笑ってる」「震えて眠れよ」と恫喝じみた発言を投稿、開示請求して入手したと主張するクレジットカード番号を黒塗りの状態で掲載した。同年6月7日「お金ってまじで無敵だよな。損害賠償金を相手に支払えれば、顔、名前、住所をネットに晒したり職場に電話することも出来ちゃうもんな。数十万円で相手の人生潰せちゃうって考えたら逆にコスパいいまであるもんな。相手の人生買い取れちゃうんだよ。ネットって怖いね。」などと発言するも、同日アカウント凍結を恐れて該当ポストを全て削除し騒動の収拾を計った。

## 渋谷6.18パレード
2023年6月に埼玉県で開催予定だった近代麻雀水着祭などの水着撮影会が、日本共産党の申し入れにより中止された問題に便乗し、6月9日に東京都の渋谷で職業差別撲滅を目指して水着撮影会、グラビアアイドル、コスプレイヤーなどの魅力を伝えることを建前としたパレードを計画。
6月13日に開催資金や付随する裁判費用等のカンパを募集し、16日に最終的に738万円のカンパが集まったことを報告し、このうち200万円を「身を守る用」として保管する考えを示し、開示請求が1件50〜60万かかるため多額な金額ではないことを伝えた。
また、大田区議会議員の荻野稔の協力も得て、道路使用許可を取得した。
6月18日に行われたこのパレードには主催者発表で400人が参加し、その後に行われたアフターパーティでも300人が参加した。グラビアアイドルやAV女優といった女性のパレードの参加者は、ショートパンツや見せブラを着用して行進した。
パレード開催後、6月20日に裁判費用や引っ越しを含む自分の身を守るようの費用全般のカンパの再募集を行った。
6月29日に、本件の収支報告書を公開し、6月13日から16日に集めたカンパが738万円、パレード費用に合計438万円かかったこと、残り240万円について税務署とやりとりし適正な方法で税務申告することを報告した。確定申告後の2024年3月には残金240万円について報告できると発言しているが、その後経過報告が一切行われず批判の声も挙がっている。

## 著作
- 『卑屈になるのは死んでからでよくない？　ギャルマインド最強論』 (大和書房、2025年2月27日)　ISBN 4-47939-444-3

## 出演

### テレビ
- Live選挙サンデー（2022年7月10日、フジテレビ）[46]
- マキタ係長（2023年3月11日放送、YBSテレビ）

### ラジオ
- アシタノカレッジ（2022年9月20日、TBSラジオ）[47]

### ウェブテレビ
- おぎやはぎの「ブス」テレビ（2017年4月24日 - 2020年4月6日、ABEMA）ブスギャル代表[48]。
- ABEMA Prime（2020年4月 - 、ABEMA）2021年3月まで月曜コメンテーター。2021年4月から金曜コメンテーター。2022年5月25日のみ水曜MC 。2023年4月より不定期出演。